# 国外退去
国外退去（こくがいたいきょ）とは、国家が自国内に在留する外国人に対し、出国を命じることを指す。

## 日本
日本においては、法令上は「退去強制」と「出国命令」があり、いずれも外国人が日本在留の根拠（許可）を喪失した場合に行われる。退去強制または出国命令が執行されれば、その外国人は一定期間上陸拒否の対象となる。なお、特別永住者については、退去強制の要件が内乱罪・外患罪で有罪が確定しその執行を終えた場合などに限定されている。

## 韓国
全斗煥時代の韓国で、日本人留学生が国家保安法違反に問われ、懲役7年の有罪判決が出た。日本政府は、韓国政府と外交折衝を行い、当該留学生を国外退去にし、刑の執行を免除させた。

## アメリカ
アメリカ合衆国における国外退去処分は、2009年から2013年までに約200万人とする記録があり、年間数十万人規模となっている。退去処分の理由は、在留外国人（不法移民も含む）が犯した交通違反など微罪を理由にするものが大半である。
2025年に第2次トランプ政権が誕生。ドナルド・トランプは選挙中から不法滞在者に対して「米国史上最大の国外送還作戦」、「2000万人を強制送還」といった主張を繰り返してきたこともあり、犯罪を犯した移民に不寛容な政策や大量送還、出身国以外の国への退去も行われるようになった。
同年3月にはアメリカ国内で拘束されていたベネズエラのギャング、トレン・デ・アラグアのメンバー238人がエルサルバドルに国外退去処分となり、契約先のテロリスト監禁センターに収容された。
さらに7月には、不法移民犯罪者5人をアフリカのエスワティニに国外退去させた。5人の出身地はベトナム、ラオス、イエメン、キューバ、ジャマイカと退去先のエスワティニと関係ない国であったが、国土安全保障省は「（彼らは）あまりにも野蛮過ぎて、祖国に受け入れを拒否された」と説明した。

### 海外に滞在する自国民に対する国外退去勧告
アメリカは、北朝鮮に拘束されていたアメリカ人大学生、オットー・ワームビアが帰国後に死亡したことをきっかけに、2017年9月1日より北朝鮮に対する渡航禁止措置を実施した。これに先立ち、北朝鮮に滞在する自国民に対して国外退去勧告を行った。

## ドイツ
2000年代以降、ドイツは中東諸国などからの移民や難民を受け入れてきたが、次第に受け入れ者の犯罪が目立つようになった。ドイツは重大な犯罪を犯した移民や難民を国外退去する方針を示し、同年8月30日には、有罪判決を受けたアフガン人28人をアフガニスタンへ強制送還。さらに2025年7月18日には81人をアフガニスタンへ強制送還した。今後も、このような送還は続けるとしている。なお、ドイツ政府とアフガニスタンのターリバーン政権には国交が無いため、送還にはカタールが支援を行っている。